# Port Lixus
Port Lixus est une future station balnéaire marocaine, qui se situe entre Tanger et Larache ; elle prévoit 12 000 lits et est initiée par le promoteur belge Thomas & Piron et Colbert Orc. 
La station comprendra 7 hôtels, des villas, appartements, résidences touristiques, 2 parcours de golf, une marina (120 amarres), une zone commerciale ainsi que d'autres équipements. Le site devrait ouvrir ses portes en 2016. Le groupe hôtelier qui gèrera les hôtels de la station sera sans doute le Groupe Accor. 
La station est desservie par l'autoroute A5 et se situe à 80 km au sud de l'Aéroport Tanger - Ibn Battouta.